# فرانك تيميل
فرانك تيميل (بالإنجليزية: Frank Temile)‏ (15 يوليو 1990 بلاغوس في نيجيريا - ) هو لاعب كرة قدم نيجيري في مركز الهجوم. شارك مع منتخب نيجيريا تحت 20 سنة لكرة القدم. أما مع النوادي، فقد لعب مع دينامو كييف وشوتينغ ستارز ونادي أوليكساندريا ونادي بيركيركارا ونادي فاليتا وFC Dynamo-2 Kyiv ‏ وناكسار ليونز ‏ وQormi F.C. ‏.

## وصلات خارجية
- فرانك تيميل على موقع اتحاد أوكرانيا (الإنجليزية)
- فرانك تيميل على موقع قاعدة بيانات كرة القدم.إي يو (الإنجليزية)
- فرانك تيميل على موقع Soccerway.com (الإنجليزية)